# Āghesht
Āghesht (persiska: اَغشَ, آتِشِه, Āghasht, آغشت) är en ort i Iran.   Den ligger i provinsen Alborz, i den norra delen av landet, 60 km nordväst om huvudstaden Teheran. Āghesht ligger 1 603 meter över havet och antalet invånare är 190.
Terrängen runt Āghesht är kuperad åt sydväst, men åt nordost är den bergig. Runt Āghesht är det tätbefolkat, med 511 invånare per kvadratkilometer. Närmaste större samhälle är Hashtgerd, 17,5 km väster om Āghesht. Trakten runt Āghesht består i huvudsak av gräsmarker.